# Aadhaar

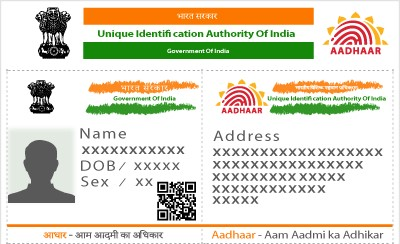
Modello della tessera Aadhaar

Aadhaar è un sistema di identificazione biometrica unico al mondo, gestito dall'India. Si tratta di un numero di identificazione individuale a 12 cifre che funge da prova di identità e indirizzo per i residenti in India. Questo numero è assegnato dall'Unique Identification Authority of India (UIDAI) per conto del Governo indiano. Aadhaar si basa su dati demografici e biometrici dell'individuo, come le impronte digitali, la scansione dell'iride e una fotografia, che vengono memorizzati in un database centralizzato.
Il sistema Aadhaar non è una prova di cittadinanza, ma piuttosto una prova di residenza, e non garantisce diritti di domicilio in India. È stato descritto come "il programma di identificazione più sofisticato al mondo" dal Capo Economista della Banca Mondiale, Paul Romer. È importante notare che Aadhaar è un servizio volontario e ogni residente può avvalersene indipendentemente dalla documentazione esistente. Ogni individuo riceve un unico numero Aadhaar che rimane valido per tutta la vita.
Aadhaar è stato oggetto di varie sentenze della Corte Suprema dell'India, che ha affermato il carattere volontario del numero e ha limitato l'ambito del programma. La Corte Suprema ha anche affermato il diritto alla privacy come un diritto fondamentale, influenzando il modo in cui Aadhaar viene utilizzato e gestito.
Nonostante le sfide legali alla sua validità, il governo centrale indiano ha promosso l'uso di Aadhaar, collegandolo a una vasta gamma di servizi, inclusi SIM card per cellulari, conti bancari, registrazione di decessi, registrazioni di proprietà e molti altri sistemi di welfare. Aadhaar è dunque diventato una parte importante dell'infrastruttura di identità in India, molto utilizzato in vari contesti sia governativi che non governativi, a tal punto che per svariati servizi è ormai l'unico mezzo di autenticazione richiesto, causando in alcuni casi disagi alla popolazione, molto numerosa, delle aree rurali. A causa di tale situazione e della non chiara gestione dei dati da parte del governo indiano, il sistema sta ricevendo numerose critiche.